# La truffa perfetta (film 2012)
La truffa perfetta (Guns, Girls and Gambling) è un film del 2012 scritto, prodotto e diretto da Michael Winnick.

## Trama
Una maschera apache sparisce dal luogo in cui era custodita. Viene incolpato l'apparente innocente John Smith, che, la notte precedente alla sparizione, aveva partecipato ad un concorso per sosia di Elvis.
Inizia così una lunga e farsesca ricerca di John del vero colpevole che lo costringerà a doversi costantemente difendere da attacchi di numerosi malviventi locali.

## Produzione
Il film è stato annunciato per la prima volta il 17 giugno 2010.

### Cast
L'8 luglio 2010, è stato confermato che Megan Park si è unita al cast. Il 13 luglio 2010 viene confermato che Chris Kattan e Helena Mattsson si erano uniti al cast. Il 14 luglio 2010, anche Jeff Fahey si è unito al cast.

### Riprese
La lavorazione del film è iniziata il 6 luglio 2010. Alcune delle riprese si sono svolte nello Utah.